# Auerbach (Vogtland)
Auerbach es un municipio situado en el distrito de Vogtland, en el estado federado de Sajonia (Alemania), a una altitud de 550 metros. Su población a finales de 2016 era de unos 19 000 habitantes y su densidad poblacional, 340 hab/km².